# Хэрриот, Джеймс
Джеймс Хэрриот (англ. James Herriot; 3 октября 1916, Сандерленд, Тайн-энд-Уир — 23 февраля 1995, Тирск, Норт-Йоркшир) — английский писатель, ветеринар и лётчик, автор книг о животных и о людях. Настоящее имя — Джеймс Альфред (Альф) Уайт (англ. James Alfred Wight).

## Биография
Джеймс Альфред Уайт родился 3 октября 1916 года в промышленном северо-западном городке Сандерленд в семье дирижёра оркестра, игравшего музыкальное сопровождение для немого кино. Детские и юношеские годы будущего писателя прошли в Глазго, где он получил начальное образование и окончил ветеринарный колледж.
Место ветеринара в то время получить было сложно — существовал явный избыток специалистов. Однако Джеймсу повезло, его взял к себе помощником Дональд Синклер (прототип Зигфрида Фарнона), к тому времени опытный ветеринар и знаток лошадей из города Тирск (en:Thirsk) в Йоркшире. Здесь началась практика Джеймса. Именно здесь прошли зрелые годы будущего автора книг о животных, здесь он в 1941 году женился на Джоан Кэтрин Данбэри, здесь родились его дети — сын Джеймс и дочь Розмари (Рози).
Во время войны с 1941 по 1943 годы Джеймс Альфред Уайт служил летчиком в британских ВВС (RAF).
Ушел писатель из жизни в своем доме в Тирске 23 февраля 1995 г. в кругу любящей его семьи после трёх лет тяжёлой болезни, которую он, по словам своей внучки, переносил мужественно и терпеливо.

## Творчество

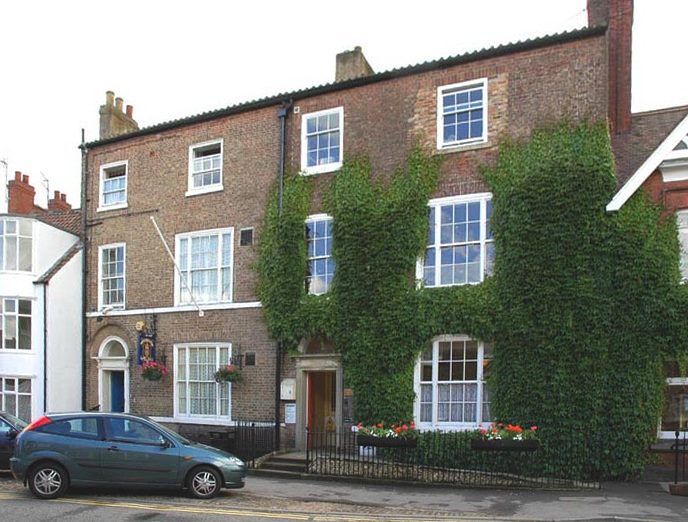
Дом-музей Альфреда Уайта в Тирске

Уайт долго собирался написать книгу, но большую часть времени поглощали ветеринарная практика и семья. Наконец, благодаря усилиям Джоан в 1966 году в возрасте 50 лет он начал писать. После нескольких неудач с рассказами о футболе, Джеймс обратился к теме, которую знал лучше всего. Альфред начинал сочинять с небольших заметок сельского ветеринара и рассказиков в несколько глав, изданных в сборниках под именем Джеймс Хэрриот (англ. James Herriot). Псевдоним потребовался из-за существовавшего в конце 1960-х годов запрета на рекламу услуг ветеринаров, хотя сами рассказы не были рекламой в явном виде. Соответственно, действие рассказов было перенесено в вымышленный городок Дарроуби (Darrowby), а все реальные люди выведены под вымышленными именами.
В 1969 году он написал книгу «Если бы они только могли говорить» (If Only They Could Talk), первый из ставших всемирно известными сборников о работе ветеринара. «Если бы они только могли говорить» увидела свет в 1970 году, но особого успеха не имела, пока не попала к Томасу Маккормаку из издательства St. Martin’s Press в Нью-Йорке. В 1972 году он опубликовал первые две книги Хэрриота в одном томе под названием «О всех созданиях — больших и малых» (All Creatures Great and Small). Книга имела огромный успех, за ней последовали новые, а по мотивам произведений Хэрриота было снято несколько фильмов и успешный телесериал.
Книги написаны с большой любовью и тонким юмором, они стали настольными у начинающих ветеринаров и просто любителей животных.

## Библиография

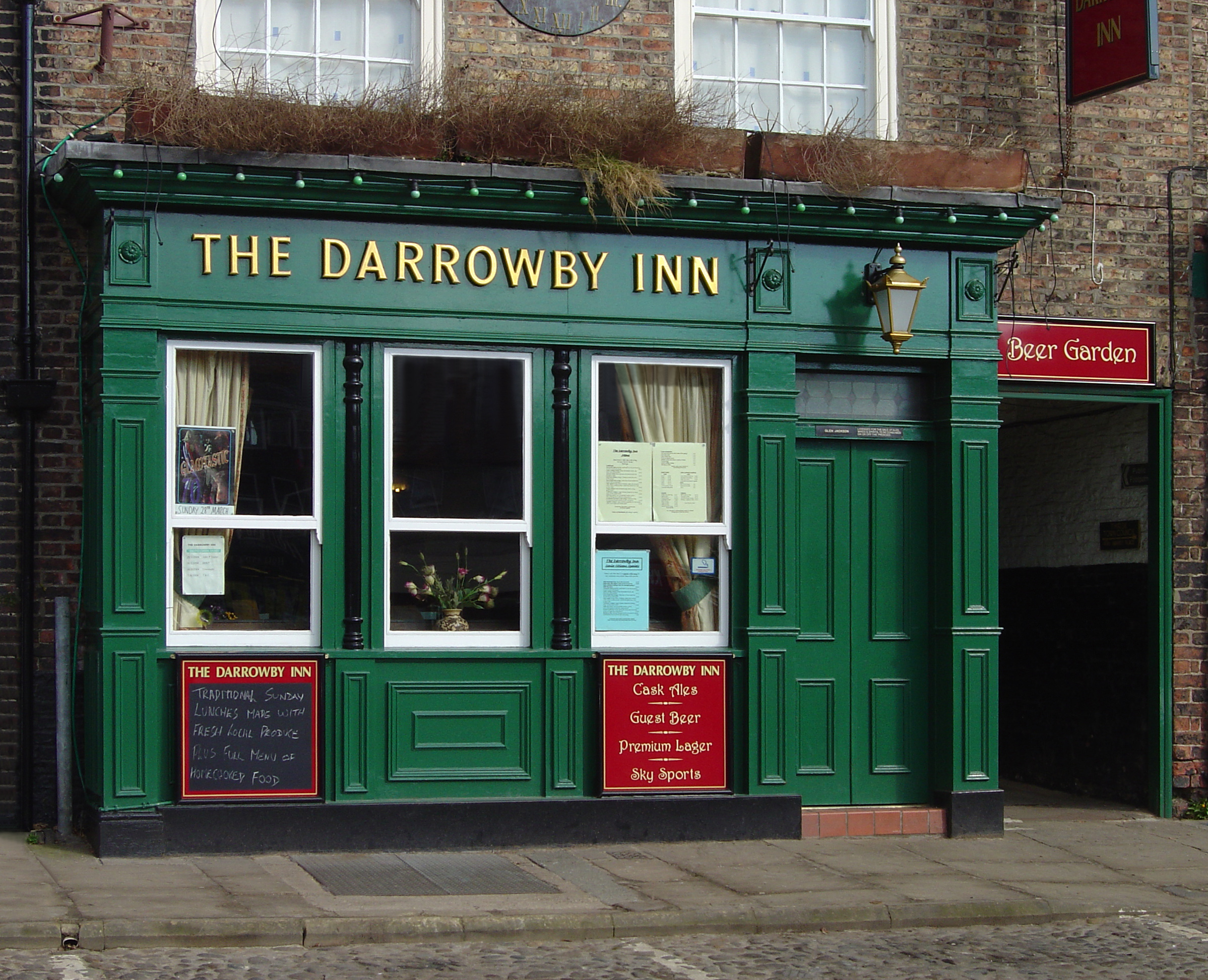
Неоднократно посещавшийся и упоминаемый в произведениях Джеймса Хэрриота «…паб в Дарроуби…»(Гуртовщики)

### Книги о Джеймсе Хэрриоте
В 1999 году сын писателя — Джим Уайт (Jim Wight) написал книгу о своем отце под названием The Real James Herriot.
В 2009 году она была переведена на русский язык.

## Заслуги и награды
- Джеймс Хэрриот был удостоен докторской степени Эдинбургского университета и награждён Орденом Британской империи, в 1982 году ему присвоено почетное звание члена Королевского ветеринарно-хирургического колледжа.
- В его доме открыт музей, который ежегодно посещают множество поклонников писателя.
- 4 октября 2014 года состоялось открытие бронзовой статуи, созданной Шоном Эджес-Квином с одобрения детей Джима Уайта, Рози и Джима. Памятник был установлен в том самом саду, где молодой Джеймс Хэрриот познакомился с Зигфридом Фарноном.

## Экранизации
В 1975 году в США был снят фильм «О всех созданиях, больших и малых» (All Creatures Great and Small) (в главной роли — Саймон Уард, роль Зигфрида сыграл Энтони Хопкинс). Фильм переведён на русский язык.
С 1978 по 1990 год в Великобритании выходил одноимённый телесериал.
В 2010 г. в Великобритании была снята трёхсерийная драма «Молодой Джеймс Хэрриот» (англ. Young James Herriot); транслировалась на канале BBC1 с 18 по 20 декабря 2011 года.
В 2020 году вышел сериал из 7 эпизодов «О всех созданиях — больших и малых», спродюсированный PBS and Playground Entertainment, снятый в Великобритании для Channel 5. В 2021 году вышел второй сезон сериала из 6 эпизодов, а в 2022-м - третий.